# Grævlingen og harerne
Grævlingen og harerne er en dansk farvetegnefilm fra 1950, der er instrueret af Egon Møller-Nielsen.

## Handling
Filmen viser hvordan den omsorgsfulde grævling, der samler forråd, kommer vel igennem vinteren, mens de søde, men letsindige harer til slut angrer, at de ikke har sparet. Med billeder hentet fra dyreverdenen opfordrer filmen befolkningen til at spare op, så den kan modstå hårde tider eller uforudsete begivenheder.